# Amplibuteo
Amplibuteo — викопний рід яструбоподібних птахів родини яструбових (Accipitridae), що існував в Північній та Південній Америці впродовж пліоцену та плейстоцен. Викопні рештки птаха знайдено у Флориді, Аризоні, Каліфорнії та у Перу.

## Види
- †Amplibuteo concordatus Emslie & Czaplewski, 1999
- †Amplibuteo hibbardi Campbell, 1979
- †Amplibuteo woodwardi (Miller, 1911)